# Chrysometa maitae
Chrysometa maitae là một loài nhện trong họ Tetragnathidae.
Loài này thuộc chi Chrysometa. Chrysometa maitae được miêu tả năm 2007 bởi Álvarez-Padilla.